# Baumholder
Baumholder är en stad i Landkreis Birkenfeld i förbundslandet Rheinland-Pfalz i Tyskland.
Staden ingår i kommunalförbundet Verbandsgemeinde Baumholder tillsammans med ytterligare 13 kommuner.